# Mieżdurieczenskij
Mieżdurieczenskij (ros. Междуреченский) osiedle typu miejskiego w azjatyckiej części Rosji, we wchodzącym w skład tego państwa Chanty-Mansyjskim Okręgu Autonomicznym - Jugrze, położonym na zachodniej Syberii.
Osada leży w Rejonie kondińskim i jest jego ośrodkiem administracyjnym.
Miasto liczy 11.194 mieszkańców (stan na 1 stycznia 2005 r.) głównie Rosjan i innych europejskich osadników. Niewielki udział w populacji miasta mają też rdzenni mieszkańcy Okręgu - Chantowie i Mansowie.